# Base Isla Heard
La Base Isla Heard (en inglés: Heard Island Station) es un establecimiento científico temporal de Australia ubicado en las islas Heard y McDonald, que fue establecido el 11 de diciembre de 1947 (las islas fueron transferidas a Australia por el Reino Unido el 26 de diciembre de 1947) en la caleta Atlas en el extremo noroeste de la isla Heard. La base se utiliza periódicamente como estación de investigación.
Después de su apertura en diciembre de 1947 por un equipo de 14 hombres de la Australian National Antarctic Research Expedition, la base fue operada permanentemente hasta su cierre el 9 de marzo de 1955 luego del establecimiento de la Base Mawson en la Antártida el año anterior. Durante esos 9 años se hicieron estudios de los animales, plantas y rocas de la isla, del clima y la atmósfera, y se confeccionaron mapas. Inicialmente la base comprendía 18 edificios separados para evitar incendios, pero en 1951 fue ampliada a 35 edificios.
A principios de 1963 Australia envió a la isla una expedición que permaneció 6 semanas. Entre marzo de 1969 y abril de 1970 la base fue ocupada por científicos de Estados Unidos. A principios de 1971 la isla fue visitada por una expedición conjunta de Francia y Australia por 6 semanas. Una nueva expedición australiana llegó a la isla durante dos meses de la temporada de verano de 1979-1980. Entre 1985-1986 y 1987-1988 tres extensas visitas fueron realizadas en verano, permaneciendo la última por 5 meses. A mediados de 1990 hubo una corta visita, y un equipo de 5 personas permaneció en la isla entre enero de 1992 y marzo de 1993. Expediciones más numerosas se realizaron en 2000-2001 y 2003-2004. Hubo además 5 expediciones privadas a la isla Heard entre 1965 y 2000.